# فرودگاه بین‌المللی پراویدنشیالز
فرودگاه بین‌المللی پراویدنشیالز (به انگلیسی: Providenciales International Airport) یک فرودگاه با کد یاتا PLS است که یک باند فرود آسفالت دارد و طول باند آن ۲۳۱۶ متر است. این فرودگاه در کشور جزایر تورکس و کایکوس قرار دارد .